# Resolució 2068 del Consell de Seguretat de les Nacions Unides
La Resolució 2068 del Consell de Seguretat de les Nacions Unides, adoptada el 19 de setembre de 2012, va declarar la disposició del Consell d'imposar sancions als grups armats que violaven persistentment els drets humans dels nens, inclosos el maltractament infantil i l'ús de nens soldat.
Quatre dels quinze membres del Consell de Seguretat, l'Azerbaidjan, Xina, Pakistan i Rússia, es van abstenir de votar, expressant les seves reserves dels seus governs sobre el text aprovat, mentre que els altres onze membres van votar a favor de la resolució.

## Detalls
El Consell va declarar que els propis països eren responsables de protegir i ajudar els nens en conflictes armatsi que havia millorat l'aplicació de les resolucions 1612, 1882 i 1998 pel que feia a la desmobilització de milers de nens i la signatura de plans d'acció.
Tot i això, observava que les parts d'una sèrie de conflictes continuaven violant el dret internacional pel que fa al reclutament d'infants en conflicte sense patir cap càstig. Els països eren responsables de castigar el genocidi, els crims contra la humanitat i els crims de guerra comesos contra els nens.
El Consell de Seguretat va celebrar el nomenament el 13 de juliol de 2012 del nou Representant Especial del Secretari General per als nens i els conflictes armats, l'algeriana Leila Zerrougui, i va fer èmfasi en la importància del seu mandat.
El Consell va condemnar severament la violació dels drets dels infants, no sols l'ús com a nens soldat sinó també el fet que pateixin assassinat, mutilació, violació, altra violència sexual, segrestos, atacs contra escoles i hospitals i la denegació d'accés a l'ajuda humanitària. També va requerir que totes les parts rellevants detinguessin aquestes pràctiques immediatament i prenguessin mesures per protegir els nens, alhora que expressava la seva voluntat d'adoptar mesures específiques contra els perpetradors d'aquestes violacions.